# 1328 Devota
1328 Devota è un asteroide della fascia principale del diametro medio di circa 57,11 km. Scoperto nel 1925, presenta un'orbita caratterizzata da un semiasse maggiore pari a 3,4926947 UA e da un'eccentricità di 0,1445216, inclinata di 5,77009° rispetto all'eclittica.
Prende il nome dall'astronomo argentino Fortunato Devoto.